# Herrarnas scullerfyra i rodd vid olympiska sommarspelen 1976
Herrarnas scullerfyra i rodd vid olympiska sommarspelen 1976 avgjordes mellan den 18 och 25 juli 1976. Grenen hade totalt 26 deltagare från 13 länder.

## Medaljörer
| Gren        | Guld                                                                                  | Silver                                                                      | Brons                                                                         |
| Scullerfyra | Östtyskland Wolfgang Güldenpfennig Rüdiger Reiche Karl-Heinz Bußert Michael Wolfgramm | Sovjetunionen Evgeni Duleev Jurij Yakimov Aivars Lazdenieks Vytautas Butkus | Tjeckoslovakien Jaroslav Helebrand Václav Vochoska Zdeněk Pecka Vladek Lacina |

## Resultat

### Final
| Placering | Roddare                                                                         | Land            | Tid     |
| --------- | ------------------------------------------------------------------------------- | --------------- | ------- |
| 1         | Wolfgang Güldenpfennig, Rüdiger Reiche, Karl-Heinz Bußert och Michael Wolfgramm | Östtyskland     | 6:18,65 |
| 2         | Evgeni Duleev, Jurij Jakimov, Aivars Lazdenieks och Vytautas Butkus             | Sovjetunionen   | 6:19,89 |
| 3         | Jaroslav Helebrand, Václav Vochoska, Zdeněk Pecka och Vladek Lacina             | Tjeckoslovakien | 6:21,77 |
| 4         | Norbert Kothe, Helmut Krause, Michael Gentsch och Helmut Wolber                 | Västtyskland    | 6:24,81 |
| 5         | Jordan Valtjev, Mintjo Nikolov, Christo Zjelev och Eftim Gerzilov               | Bulgarien       | 6:32,04 |
| 6         | Peter Cortes, Kenneth Foote, Neil Halleen och John Van Blom                     | USA             | 6:34,23 |